# ترش و شیرین
ترش و شیرین یک مجموعه تلویزیونی به کارگردانی رضا عطاران و وحید ببریان ، نویسندگی سروش صحت و محمدرضا آرین است که در نوروز ۱۳۸۶ از شبکه سه پخش شد.

## داستان کامل
نصرت خانم که بعد از مرگ همسرش فرزندان قد و نیم قدش را به سختی اما آبرومند از آب و گل درآورده است. داستان از جایی شروع می شود که مهلت اجاره خانه نصرت خانم به سر آمده و او مجبور است به جای دیگری نقل مکان کند، او از صاحبخانه (آقای کتابی) درخواست می کند که پول پیش خانه را به آنها بازگرداند تا بتوانند به خانه جدید بروند زیرا برای اینکار به پول نقد نیاز دارند و صاحبخانه جدید هم مهلتی چند ساعت داده است.
بعد از ماجرایی آقای کتابی راضی به دادن چک می شود تا نصرت خانم آن را به بانک برده و نقد کند اما بعد از نقد کردن در هنگام بازگشت چند کیف قاب کیف آقا جهان را می زنند و نصرت به همراه دامادش (ناصر) برای گرفتن دزد ها به دنبال آنها می روند و بعد از گرفتن کیف دزدیده شده و تحویل دادن آن در بانک به جهان در حالی که قصد بازگشت را دارند ناصر شماره تلفن جهان را هر طور که هست دریافت می کند تا بتواند پولی در ازای تحویل دادن کیف دریافت کند.
ناصر به دلیل اینکه نصرت اجازه این کار را به او نمی دهد به بیرون از بانک رفته و از آنجا با جهان تماس میگرد و آن را فرا می خواند و در نهایت از وی چک دریافت می‌کند.
در هنگام بازگشت نصرت متوجه می شود که ناصر چکی از جهان دریافت کرده و با ناراحتی به سمت بانک برگشته و چک را تحول می دهند هنگامی که به خانه می رسند و قصد رفتن به خانه جدید را دارند نصرت از ناصر می خواهد تا پولی را که از بانک دریافت کرده بودند به نصرت بدهد اما در این هنگام متوجه می شوند که ناصر این پول را گم کرده است، بعد از جستجوی بسیار هم نمی‌توانند پول گمشده را پیدا کنند.
نصرت به قصد رفتن به کلانتری از خانه خارج می شود و در این هنگام جهان با نصر تماس می گیرد و ناصر از جهان درخواست کمک می کند و جهان هم آدرس خانه اش را به وی میدهد تا ناصر برای دریافت پول به خانه آن برود.
ناصر بعد از دریافت پول و تحویل دادن آن به صاحبخانه قبلی (تا بتوانند در همان جا ساکن بمانند) تحویل می دهد و .....

## بازیگران
| بازیگر              | نقش           |
| ------------------- | ------------- |
| رضا عطاران          | ناصر مروت     |
| حمید لولایی         | جهان جهانگیری |
| مریم امیرجلالی      | نصرت ملکی     |
| مجید صالحی          | مجید          |
| رضا شفیعی جم        | شهرام         |
| آناهیتا همتی        | شیدا          |
| خشایار راد          | عمو جعفر      |
| احمد پورمخبر        | آقاجون        |
| شهره سلطانی         | سهیلا         |
| مختار سائقی         | سعادتی        |
| باقر صحرارودی       | باقر کتابی    |
| پرستو مقدم          | مرسده راد     |
| پروین ملکی          | عزیز          |
| عباس محبوب          | آقای اسدی     |
| سیدرضا حسینی        | بیژن          |
| حلیمه سعیدی         | مشتری ترشی    |
| مجید شهریاری        | شهریاری       |
| سید جلال طباطبایی   | ظلبکار        |
| بهشاد شریفیان       | پلیس کلانتری  |
| فرشاد ارج           | پلیس          |
| نگین عبداللهی       | سیما          |
| سید حسام‌الدین صالحی | نوید          |
| سید جواد یحیوی      | اشکان راد     |
| آناهیتا افشار       | منشی شرکت     |
| رضا کریمی           | نیما مجد      |
| فتح‌الله طاهری       | مجد           |
| آزاده خورشیددوست    | زن مجد        |
| حسین زمانی          | زمانی         |
| ابراهیم شجاعی       | طباخ          |
| حسن بوستانی         | قدرت          |
| عباس خسروی          | آقا قدرت      |
| نجات علی مرادی      | مرادی         |
| محمد قلی بیگی       | اکبر          |
| اصغر نیک‌ورز         | پدر طباخ      |
| امیر مولایی         | مولایی        |
| رضا نظری            | -             |
| سلیم احمدزاده       | احمدزاده      |
| محسن شکوهی          | آقا محسن      |

## خلاصه داستان
نصرت خانم (مریم امیرجلالی) زنی متکی به خود است که پس از مرگ شوهرش کمر همت بسته فرزندان قد و نیم قدش را به سختی اما آبرومندانه از آب و گل در آورده است. داستان از جایی شروع می‌شود که مهلت خانه اجاره‌ای نصرت خانم به سر آمده و او مجبور است به خانه‌ای دیگر نقل مکان کند اما این جابجایی باعث بروز ماجراهایی می‌شود که مسیر زندگی نصرت خانم و خانواده‌اش را تغییر می‌دهد.

## استقبال‌کنندگان مجموعهٔ ترش و شیرین
طبق گزارشی از تحقیق محققان به‌دست رسیده‌است که این سریال نیز همانند سریال‌های دیگر رضا عطاران مورد استقبال بینندگان قرار گرفته و طبق نظرسنجی در نوروز ۱۳۹۲ که از طرف شبکهٔ یک سیما صورت گرفته از سریال‌هایی بود که مورد پسند مخاطبان قرار گرفته و رتبهٔ سوم را در بین سریال‌های طنز نوروزی به خود اختصاص داده‌است.

## جوایز و نامزدها
| سال  | جایزه                  | رده                              | دریافت‌کننده               | نتیجه    |
| ---- | ---------------------- | -------------------------------- | ------------------------- | -------- |
| ۱۳٨٨ | یازدهمین دوره جشن حافظ | بهترین مجموعه تلویزیونی          | ایرج محمدی و مهران مهام   | نامزدشده |
| ۱۳٨٨ | یازدهمین دوره جشن حافظ | بهترین کارگردانی تلویزیونی       | رضا عطاران                | نامزدشده |
| ۱۳٨٨ | یازدهمین دوره جشن حافظ | بهترین فیلمنامه تلویزیونی        | سروش صحت و محمدرضا آریانی | نامزدشده |
| ۱۳٨٨ | یازدهمین دوره جشن حافظ | بهترین بازیگر مرد کمدی تلویزیونی | رضا عطاران                | نامزدشده |
| ۱۳٨٨ | یازدهمین دوره جشن حافظ | بهترین بازیگر مرد کمدی تلویزیونی | احمد پورمخبر              | نامزدشده |
| ۱۳٨٨ | یازدهمین دوره جشن حافظ | بهترین بازیگر زن کمدی تلویزیونی  | مریم امیرجلالی            | برنده    |
| ۱۳٨٨ | یازدهمین دوره جشن حافظ | بهترین بازیگر زن کمدی تلویزیونی  | شهره سلطانی               | نامزدشده |

## جستار وابسته
- خانه به دوش
- متهم گریخت
- بزنگاه